# Biskoupky (přírodní památka)
Biskoupky jsou přírodní památka u stejnojmenné vesnice, části obce Sebečice v okrese Rokycany. Důvodem ochrany je klasické naleziště zkamenělin středního kambria (jinecké souvrství).